# 茜灯里
茜 灯里（あかね あかり、1971年3月27日- ）は、日本の作家、科学ジャーナリストである。本名は橘 由里香。滋賀県大津市/東京都在住。
1971年3月27日に東京都調布市で生まれた。慶應義塾女子高等学校から慶應義塾大学に進学するも1年で中退。東京大学に進学し、理学部地球惑星物理学科を卒業した。
朝日新聞記者の経験の後、東京大学大学院理学系研究科地球惑星科学専攻（博士課程）を修了し、2005年に博士（理学）を得た。学位論文の題目は『Isotopic study of noble gas and structure analysis on olivines from kimberlite（希ガス同位体分析と構造解析によるキンバーライト中のオリビンの研究）』。東京大学教員（科学コミュニケーション学・助手）を務めた後、東京大学農学部獣医学課程に学士入学し、獣医師免許を取得した。
これまでに、国際馬術連盟登録獣医師、東京工業大学特別研究員、東京大学大学院農学生命科学研究科付属牧場特任助教、鹿児島大学共同獣医学部附属動物病院特任助教（2014年- ）、立命館大学総合科学技術研究機構・助教を務めた。
2020年に第24回日本ミステリー文学大賞新人賞を受賞し、2021年2月にデビュー作『馬疫』（光文社）（受賞時の題名は『オリンピックに駿馬は狂騒う』）を出版した。